# Liminka
Liminka (Limingo en sueco) es un municipio situado en la región de Ostrobothnia del Norte. Fundado en 1477, Liminka está localizada a 25 kilómetros al sur de Oulu. La población de Liminka es de 10.253 habitantes (31 de diciembre de 2023) y el municipio ocupa un área de 643,59 km² (excluyendo la zona marina) de los que 4,78 km² están cubiertos por aguas continentales (1 de enero de 2004). La densidad de población es de 15,9 habitantes por km² (31 de diciembre de 2023).
La bahía de Liminka (Liminganlahti en finés) es un famoso paraíso de las aves.

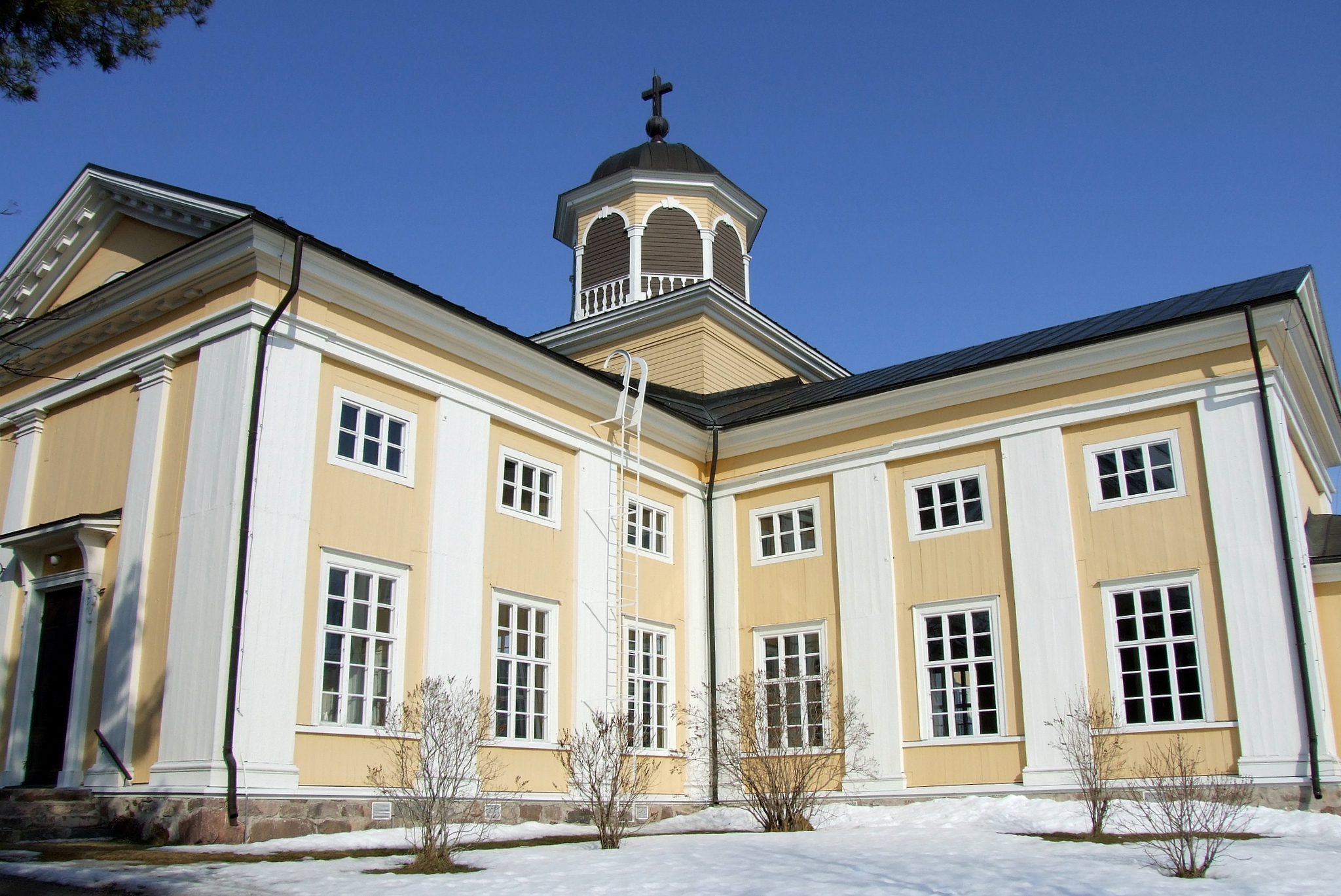
Iglesia de Liminka
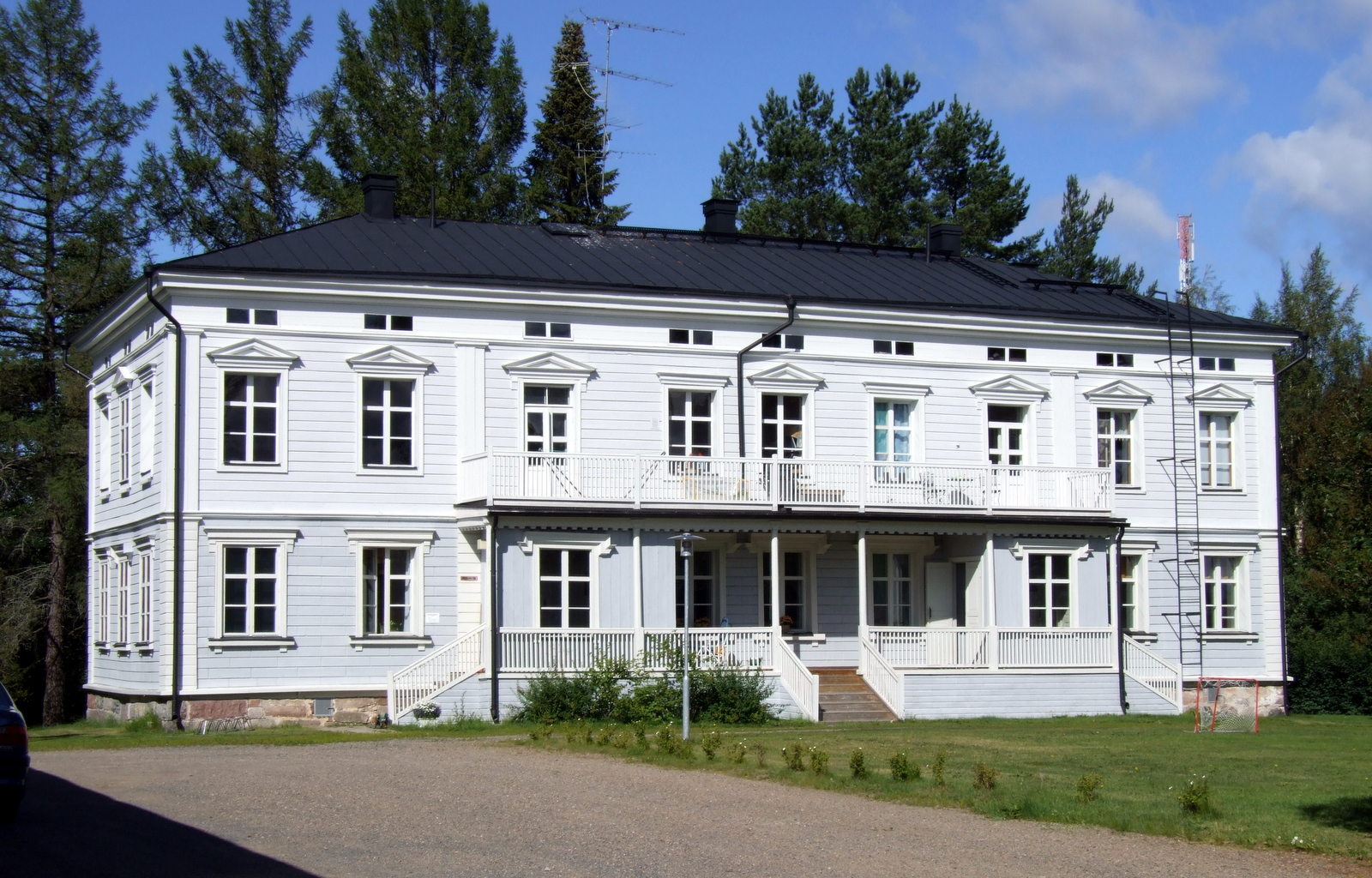
Casa del párroco de Liminka
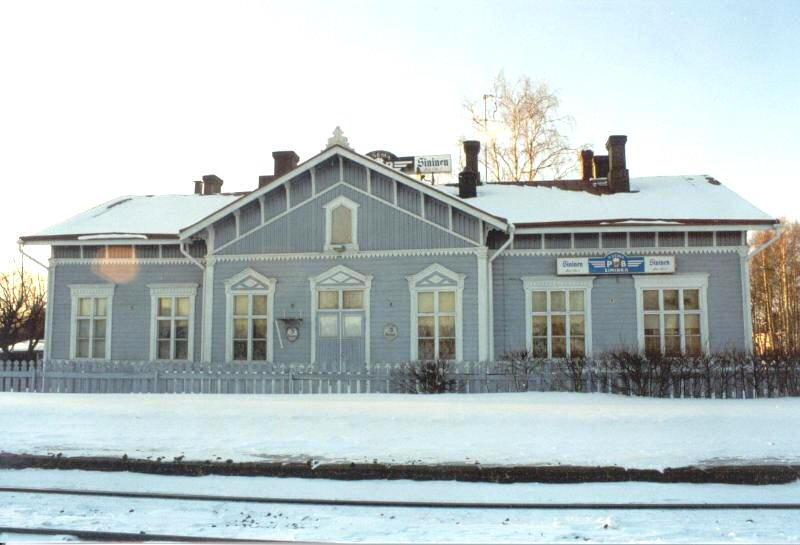
Estación de tren de Liminka